# Xenia Smits
Xenia Smits (Wilrijk, 1994. április 22. –) belga születésű német válogatott kézilabdázó, balátlövő, a német SG BBM Bietigheim játékosa.

## Pályafutása

### Klubcsapatokban
Szülőhazájában, Belgiumban kezdett el kézilabdázni. 2008-ban költözött Németországba, ahol a Bad Wildungen akadémiájának tagja lett. 2010-ben igazolt a HSG Blomberg-Lippe csapatához, ahola  2010-2011-es szezonban bemutatkozhatott a Bundesligában. 2013-ban megkapta az év fiatal tehetségének járó Erhard Wunderlich-díjat.
A 2015–2016-os szezont megelőzően a francia Metz Handball igazolta le. Első idényében bajnoki címet nyert a csapattal és őt választották meg a francia bajnokság legjobb fiatal játékosának. A 2016–2017-es szezon első felének nagy részét sérülés miatt ki kellett hagynia, azonban az idény második felében meghatározó tagja volt az újabb bajnoki címet szerző Metznek, amely a Bajnokok Ligájában is egészen a negyeddöntőig jutott, ahol a későbbi győztes Győri Audi ETO ellen esett ki. Az idény végén a bajnokság legjobb balátlövőjének is megválasztották. A 2017-2018-as szezonban sorozatban harmadszor nyert bajnoki címet csapatával. A Metz a 2018–2019-es szezonban újabb bajnoki címe mellett bejutott a Bajnokok Ligája elődöntőjébe és megnyerte a Francia Kupát, Smitst pedig a francia bajnokság legértékesebb játékosának választották (MVP). 2019 nyarán vállműtéten esett át és több hónapos kihagyás várt rá.
2020 nyarán visszatért Németországba, a Bietigheim csapatához.

### A válogatottban
2011-től vett részt a Német Kézilabda-szövetség képzésein, ám mivel honosítása akkor még nem zárult le, a 2013 augusztusában rendezett U19-es Európa-bajnokságon nem vehetett részt, annak ellenére, hogy játékára számítottak volna. 2014 novemberében mutatkozhatott be a német felnőtt válogatottban egy Románia elleni mérkőzésen, és szerepet kapott az év végi Európa-bajnokságon is, ahol öt taláékozón lépett pályára. Az ezt követő években a német válogatott meghatározó játékosává vált.

## Családja
Két fiatalabb lánytestvére, Munia Smits és Aaricia Smits is profi kézilabdázók.

## Sikerei, díjai
Metz Handball
- Francia bajnok: 2016, 2017, 2018, 2019
- Francia Kupa-győztes: 2017, 2019
- Bajnokok Ligája elődöntős: 2019

Egyéni elismerései
- Erhard Wunderlich-díj: 2013
- A 2015–2016-os francia bajnokság legjobb fiatal játékosa[5]
- A 2018–2019-es francia bajnokság legjobb játékosa (MVP)[8]
- A francia bajnokság All-Star csapatának tagja: 2016-2017, 2017-2018, 2018-2019[7][17][8]